# Comeblack
Comeblack é uma coletânea musical da banda Scorpions, foi lançado em 4 de novembro de 2011.
O álbum é composto pela metade de regravações de seus próprios clássicos, e metade de covers dos anos 60 e início dos anos 70 com canções rock popular. O álbum foi publicado pela Sony Music Entertainment, e está disponível em ambos os formatos de CD e vinil, o álbum, na época, foi a despedida oficial da banda.
| Críticas profissionais                                                      | Críticas profissionais |
| Avaliações da crítica                                                       | Avaliações da crítica  |
| Fonte                                                                       | Avaliação              |
| --------------------------------------------------------------------------- | ---------------------- |
| allmusic                                                                    | [ 2 ]                  |
| Esta tabela precisa de ser acompanhada por texto em prosa. Consulte o guia. |                        |

## Faixas
1. "Rhythm of Love" - 3:39
2. "No One Like You" - 4:06
3. "The Zoo" - 5:38
4. "Rock You Like a Hurricane" - 4:15
5. "Blackout" - 3:48
6. "Wind of Change" - 5:08
7. "Still Loving You" - 6:43
8. "Tainted Love" (Gloria Jones cover) - 3:27
9. "Children of the Revolution" (T. Rex cover) - 3:33
10. "Across the Universe" (The Beatles cover) - 3:17
11. "Tin Soldier" (Small Faces cover) - 3:14
12. "All Day and All of the Night" (The Kinks cover) - 3:15
13. "Ruby Tuesday" (Rolling Stones cover) - 3:54

* Faixas Bônus
1. "Still Loving You (Je Taime Encore)" (with Amandine Bourgeois) - 6:43
2. "Shapes of Things" (The Yardbirds cover) - 3:20
3. "Big City Nights" - 3:53[3]